# Чунаков, Александр Иванович
Александр Иванович Чунаков (род. 1 июня 1959, Калининский район, Саратовская область) — российский государственный деятель. Руководитель Территориального органа Федеральной службы государственной статистики по Волгоградской области. Государственный советник Российской Федерации 2 класса.

## Биография
Родился 1 июня 1959 года в Калининском районе Саратовской области. В 1981 году окончил Саратовский политехнический институт. Трудовую деятельность начинал в городе Смоленске. С 1987 по 1998 годы работал в различных должностях на предприятиях треста «Камышинпромжилстрой». Кандидат экономических наук.
С 1999 года — первый заместитель главы Администрации г. Камышина. В 2004—2013 годах — глава муниципального образования город Камышин.
С 2013 по 2016 год — глава администрации Волгограда.
С 2017 года по настоящее время — руководитель Территориального органа Федеральной службы государственной статистики по Волгоградской области (Волгоградстат).

## Награды, признания
- 2002 год — звание Почётный строитель России[3].
- 2007 год — звание «Лучший менеджер 2007 года» Волгоградского областного конкурса в номинации «Государственное и муниципальное управление»[5].
- 2008 год — звание «Менеджер года в государственном и муниципальном управлении» в номинации «Реализация региональных программ»[5].